# رمان استرادا
رمان استرادا (انگلیسی: Román Strada؛ زادهٔ ۱۶ اوت ۱۹۸۷) بازیکن فوتبال اهل آرژانتین است.